# Lew Ford
Pour les articles homonymes, voir Ford (homonymie).
Jon Lewis Ford (né le 12 août 1976 à Beaumont, Texas, États-Unis) est un ancien voltigeur des Ligues majeures de baseball.

## Carrière

### Débuts
Lew Ford est drafté en 12e ronde par les Red Sox de Boston en 1999 alors qu'il évolue à la Dallas Baptist University, le cinquième établissement d'enseignement auquel il étudie. Après avoir joué deux saisons de ligues mineures dans l'organisation des Red Sox, il est échangé aux Twins du Minnesota le 9 septembre 2000 contre le lanceur droitier Héctor Carrasco. Ford connaît un certain succès dans les mineures, marquant 122 points et réussissant 52 buts volés en 56 tentatives pour les Greenjackets d'Augusta, un club-école de Boston, en 2000. Dans l'organisation des Twins, il est considéré comme un prospect digne d'intérêt et ses qualités défensives au champ extérieur sont soulignées. Il fait ses débuts dans le baseball majeur avec Minnesota le 29 mai 2003.

### Twins du Minnesota
Le voltigeur Ford évolue cinq saisons avec les Twins. Après un bref passage de 34 parties en 2003 où il maintient une moyenne au bâton de ,329, il frappe pour ,299 à sa première saison en 2004 avec 170 coups sûrs, 15 circuits, 31 doubles, 72 points produits et 20 buts volés en 154 matchs. Ces statistiques auraient sans doute été suffisamment éloquentes pour lui valoir le prix de la recrue de l'année de la Ligue américaine, remis à Bobby Crosby cette année-là, mais Ford n'y est pas éligible en raison d'une technicalité : il a passé un trop grand nombre de jours inscrit sur l'effectif des Twins, même sans jouer. Ford reçoit cependant deux votes pour le prix du joueur de l'année dans l'Américaine. Il produit deux points et vole un but en trois matchs contre les Yankees de New York dans la Série de divisions d'octobre 2004, perdue par Minnesota.
En 2005, Ford récolte 138 coups sûrs, 30 doubles, frappe 7 circuits, produit 53 points et frappe pour ,264 en 147 matchs avec Minnesota. Les deux saisons qui suivent sont décevantes offensivement. Après 55 parties jouées pour les Twins en 2007, ceux-ci le cèdent aux ligues mineures. Ford refuse cependant la décision, comme il est en droit de la faire, et devient agent libre.

### Japon, Mexique et baseball indépendant

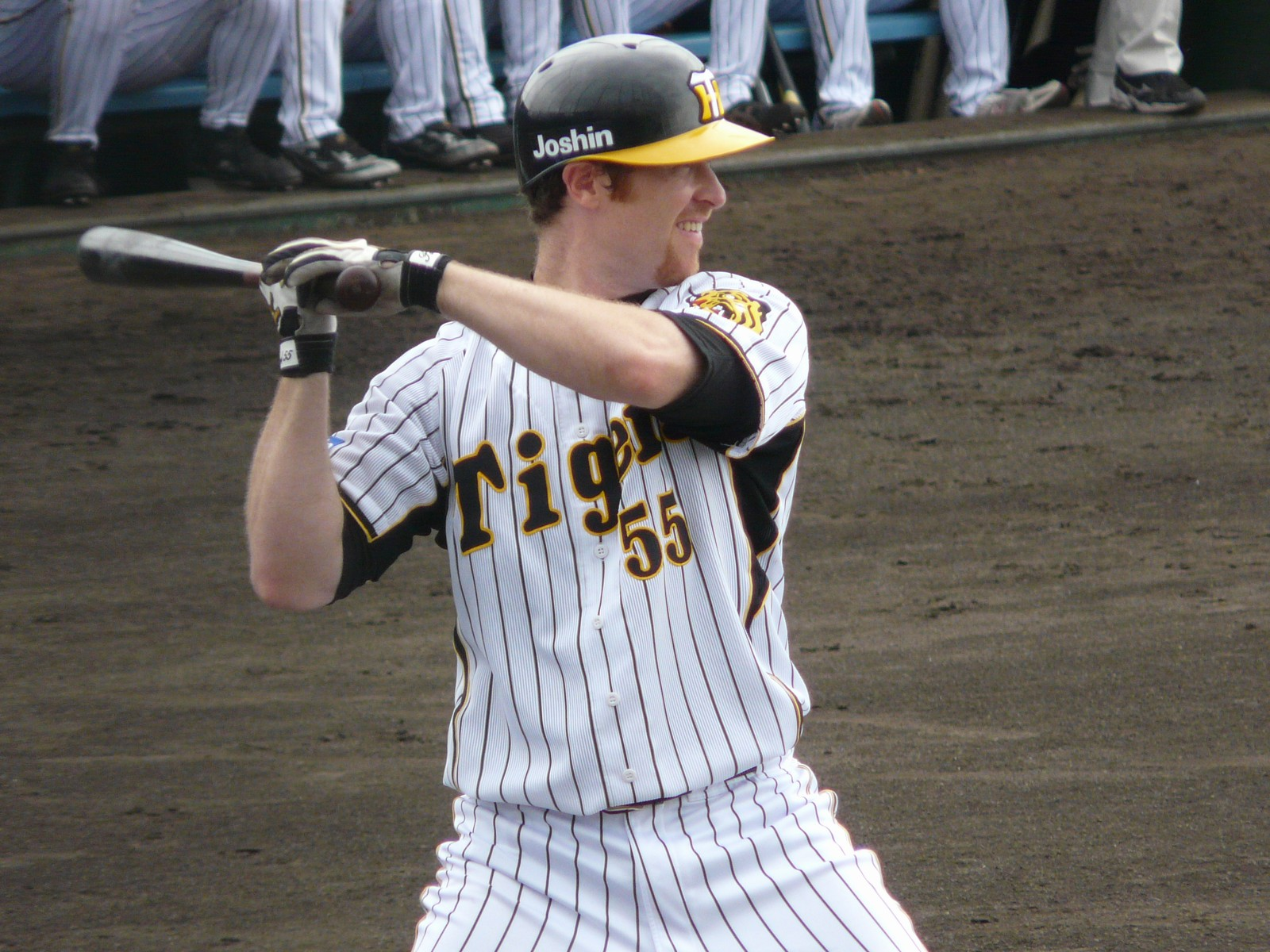
Lew Ford au Japon en 2008 avec les Hanshin Tigers de la Ligue Pacifique.

En 2008, il quitte pour le Japon et joue un an pour les Hanshin Tigers de la Ligue Pacifique. Il tente sa chance en 2009 avec les Rockies du Colorado et les Reds de Cincinnati, deux équipes des Ligues majeures, mais sans succès. Il dispute 11 parties pour Louisville, le club-école des Reds, et partage de le reste de l'année entre les Guerreros de Oaxaca de la Ligue mexicaine de baseball et les Ducks de Long Island, une équipe de baseball indépendant de la Ligue Atlantique. Il joue aussi pour les Ducks en 2011 et 2012 avant qu'il n'obtienne un contrat avec les Orioles de Baltimore de la Ligue majeure le 17 mai 2012.

### Orioles de Baltimore
Le 29 juillet 2012, Lew Ford complète son improbable retour dans le baseball majeur, à quelques jours de son 36e anniversaire de naissance. Après un passage prometteur avec les Tides de Norfolk, le club-école Triple-A des Orioles, il dispute pour Baltimore son premier match en quatre ans et demi. Il joue 25 parties comme réserviste pour le club et aide Baltimore à atteindre les séries éliminatoires pour la première fois en 15 ans.